# Жилдас Кумонџи
Жилдас Кумонџи (фр. Gildas Koumondji; 23. јул 1993) бенински је пливач чија ужа специјалност су трке прсним стилом. 

## Спортска каријера
Дебитовао је на међународној сцени на светском првенству у малим базенима у Хангџоуу 2018, где се такмичио у појединачним тркама на 50 и 100 прсно (73. и 72. место), те у микс штафети 4×50 мешовито (44. место). 
На светским првенствима у великим базенима је по први пут наступио у корејском Квангџуу 2019, где је пливао у квалификационим тркама на 50 и 100 прсно. Трку на 50 метара је завршио на укупно 71. месту, док је у трци на 100 прсно заузео званично последње 87. место. 